# Selachina apicalis
Selachina apicalis är en insektsart som beskrevs av Matsumura 1908. Selachina apicalis ingår i släktet Selachina och familjen dvärgstritar. Inga underarter finns listade i Catalogue of Life.